# Сражение при Карлайле
Сражение при Карлайле (англ. The Battle of Carlisle) произошло 1 июля 1863 года у пенсильванского городка Карлайл, и представляло собой небольшую перестрелку в ходе геттисбергской кампании американской гражданской войны. Кавалерия Конфедерации под командованием Джеба Стюарта вступила в бой с пенсильванским ополчением федерального генерала Уильяма Смита и подожгла карлайлские казармы, однако затем отступила и отправилась к Геттисбергу на соединение с основной армией.